# Miguel Sinfrónio
Miguel Sinfrónio (* 18. März 1999 in Moura) ist ein portugiesischer Volleyballspieler.

## Karriere
Sinfrónio begann seine Karriere in seiner Heimatstadt beim Moura Volei Clube. 2016 wechselte er zu Benfica Lissabon. Mit dem Verein gewann er 2018 die Junioren-Meisterschaft. 2019 und 2021 folgte zwei Meisterschaften in der ersten Liga. Außerdem gewann der Mittelblocker mit Lissabon zweimal den nationalen Pokal. Zur Europameisterschaft 2021 wurde er erstmals in die portugiesische Nationalmannschaft berufen. Anschließend wechselte er zu Leixões SC. In der Saison 2023/24 spielte Sinfrónio beim österreichischen Erstligisten SK Aich/Dob. Mit dem Team erreichte er den dritten Platz in der Liga. Danach wurde er vom deutschen Bundesligisten Helios Grizzlys Giesen verpflichtet. 2024/25 erreichten die Grizzlys im DVV-Pokal und in den Bundesliga-Playoffs jeweils das Halbfinale. Auch 2025/26 spielt Sinfrónio für Giesen.